# قلعه بهمن (بوئین میاندشت)
قلعه بهمن ، روستایی از توابع بخش کرچمبو شهرستان بوئین و میاندشت در استان اصفهان ایران و نزدبیئیک شهر چمن سلطان است.

## جمعیت
این روستا در دهستان کرچمبو شمالی قرار دارد و براساس سرشماری مرکز آمار ایران در سال ۱۳۸۵، جمعیت آن ۱۹۲ نفر (۴۴خانوار) بوده‌است.

این روستا در واقع در ۳۵۰۰۰ گزی شمال باختری داران و ۱۰۰۰ گزی راه ازنا به اصفهان. موقع جغرافیایی آن کوهستانی و هوای آن سردسیری است. آب آن از قنات و چشمه تأمین می‌شود. و محصول آن غلات، حبوب، گزانگبین و شغل اهالی زراعت وگله داری و صنایع دستی زنان جاجیم و قالی بافی است. راه آن فرعی است.